# Richard Tyler (ingeniero de sonido)
Richard Tyler fue un ingeniero de sonido estadounidense. Fue nominado durante cuatro ocasiones a los Premios Óscar en la categoría de Mejor Sonido. Trabajó en más de 80 películas entre los años 1932 y 1989.

## Filmografía seleccionada
- Muerde la bala (1975)
- El expreso de Chicago (1976)[1]
- Carga maldita (1977)[2]
- Dinero caído del cielo (1981)[3]

## Premios y distinciones
Premios Óscar
| Año  | Categoría    | Película       | Resultado |
| ---- | ------------ | -------------- | --------- |
| 1976 | Mejor sonido | Muerde la bala | Nominado  |
| 1978 | Mejor sonido | Carga maldita  | Nominado  |